# Prometna infrastruktura
Prometna infrastruktura je temeljna naprava ali objekt, ki omogoča premikanje vozil in oseb na območju določene teritorijalne enote. V širšem pomenu je prometna infrastruktura celotna organizacija prometa, vključno z osebjem in zadevno zakonodajo.
Tako k prometni infrastrukturi sodijo prometne poti, njihovo načrtovanje, gradnja in vzdrževanje, pa tudi vsi zakoni in pravila, ki so s tem v zvezi (recimo pravila cestnega prometa, obdavčitev in cestnina). . 

## Vrste prometne infrastrukture
Pri prometni infrastrukturi ločimo:
- ceste; tudi
  - kolesarske poti
  - pešpoti
  - parkirišča
- železnice
- letališče
- pristanišče
- vodne poti

Dobro izgrajena prometna infrastruktura se je včasih obravnavala kot najbolj pomemben razvojni dejavnik. Sicer to deloma velja še danes, predvsem pri medregionalnem povezovanju, v Zahodni Evropi pa prometna infrastruktura ni več najpomembnejši razvojni faktor. Le v slabo dostopnih pokrajinah pomeni izgradnja prometne infrastrukture velik pozitivni učinek na razvoj. 
Razvoj prometne infrastrukture je vse hitrejši, omogoča večje kapacitete in večjo varnost. Skladno s tem se razvija tudi tehnologija in organizacija dela pri uporabnikih prometne infrastrukture.